# Caswell Beach
Caswell Beach és una població dels Estats Units a l'estat de Carolina del Nord. Segons el cens del 2000 tenia 370 habitants.

## Demografia
Segons el cens del 2000, Caswell Beach tenia 370 habitants, 187 habitatges i 138 famílies. La densitat de població era de 46,5 habitants per km².
Dels 187 habitatges en un 9,1% hi vivien nens de menys de 18 anys, en un 69,5% hi vivien parelles casades, en un 4,3% dones solteres, i en un 25,7% no eren unitats familiars. En el 21,9% dels habitatges hi vivien persones soles l'11,8% de les quals corresponia a persones de 65 anys o més que vivien soles. El nombre mitjà de persones vivint en cada habitatge era d'1,97 i el nombre mitjà de persones que vivien en cada família era de 2,25.
Per edats la població es repartia de la següent manera: un 7,8% tenia menys de 18 anys, un 1,6% entre 18 i 24, un 11,4% entre 25 i 44, un 43,5% de 45 a 60 i un 35,7% 65 anys o més.
L'edat mediana era de 60 anys. Per cada 100 dones de 18 o més anys hi havia 86,3 homes.
La renda mediana per habitatge era de 57.083 $ i la renda mediana per família de 63.750 $. Els homes tenien una renda mediana de 49.063 $ mentre que les dones 35.625 $. La renda per capita de la població era de 41.731 $. Cap de les famílies estaven per davall del llindar de pobresa.

## Poblacions més properes
El següent diagrama mostra les poblacions més properes.